# Erich Röhn
Erich Röhn (* 16. April 1910 in Groß Leuthen; † 1. August 1985 in Hamburg) war ein deutscher Violinist und Hochschullehrer.

## Leben
Erich Röhn erhielt ersten Geigenunterricht bei Else Mendel-Oberüber in Guben. Anschließend studierte er bei Gustav Havemann an der Musikhochschule Berlin-Charlottenburg. Bereits in Guben spielte er als Stehgeiger des Salonorchesters von Kurt Kutschan, zum Beispiel im Musikpavillon auf der Theaterinsel.
Von 1934 bis 1944 war er unter Wilhelm Furtwängler Konzertmeister der Berliner Philharmoniker. Auch während dieser Zeit konzertierte er mehrfach in Guben, wo er in den Konzerten der dortigen Philharmonischen Gesellschaft u. a. mit dem Quartett der Berliner Philharmoniker auftrat. Bei einem der letzten Konzerte in der Alten Philharmonie vor deren Zerstörung am 30. Januar 1944 war Röhn Solist in Beethovens Violinkonzert op. 61 unter Furtwänglers Leitung; hiervon gibt es Aufnahmen vom 9./12. Januar 1944. In der Endphase des Zweiten Weltkriegs wurde er in die sogenannte Gottbegnadeten-Liste aufgenommen.
Nach Kriegsende wurde er 1945 vom neugegründeten NDR-Sinfonieorchester unter Hans Schmidt-Isserstedt zum Konzertmeister gewählt und wirkte in dieser Position bis 1974. Röhn bemühte sich, Musiker der Berliner Philharmoniker, die nach dem Krieg dort unter schwierigen Bedingungen arbeiteten, für höhere Gehälter nach Hamburg abzuwerben, was in Berlin für Unruhe sorgte. Beim ersten öffentlichen Konzert des Orchesters in der Hamburger Musikhalle spielte er im November 1945 als Solist gemeinsam mit dem Cellisten Ferdinand Danyi das Doppelkonzert für Violine, Violoncello und Orchester von Johannes Brahms. Dieses Konzert spielte er gemeinsam mit dem Orchester mehrfach, so zum Beispiel 1947 mit dem Cellisten Arthur Troester unter der Leitung von Wilhelm Furtwängler. Gemeinsam mit dem Orchester absolvierte er zahlreiche Konzertreisen und Tourneen im In- und Ausland.
Neben seiner Tätigkeit im Orchester konzertierte er als Solist und gründete 1945 gemeinsam mit Conrad Hansen und Arthur Troester das Hansen-Trio, mit dem er über 30 Jahre lang auftrat und nahezu alle Werke der Klaviertrio-Literatur zur Aufführung brachte.
Weiterhin hatte er an der Hochschule für Musik und Theater Hamburg einen Lehrauftrag inne und unterrichtete dort eine Meisterklasse.
Erich Röhn war der Vater des Geigers Andreas Röhn und Großvater der Geiger Daniel Röhn und Anja Röhn.

## Diskografie (Auswahl)
- Wilhelm Furtwängler, Berliner Philharmonier: „Last Concert in Philharmonie Berlin“. U. a. Ludwig van Beethoven Violinkonzert op. 61 mit Erich Röhn, Solovioline (u. a. I Grandi Interpreti IGI-364; 1979[13] / AS disc AS 331/2)